# 瀧川鯉八
瀧川 鯉八（たきがわ こいはち、1981年3月27日 - ）は、落語芸術協会所属の落語家、俳優。本名：吉田 誠。瀧川鯉昇の7番弟子であり、真打。鹿児島県鹿屋市出身。

## 経歴
法政大学在学中に落語研究会に所属。春風亭柳昇の弟子三人による『柳昇チルドレンの会』で聴いた瀧川鯉昇に衝撃を受け入門を決意した。2010年8月、二ツ目昇進。
2020年5月1日、昔昔亭A太郎、桂伸衛門と共に真打昇進。予定されていた真打ち昇進披露興行は、新型コロナウイルスの感染拡大を受け、秋以降に延期となった。2020年10月11日、延期となっていた真打昇進披露が新宿末廣亭よりスタートした。2021年1月21日、新宿末廣亭1月下席夜の部で、真打昇進後初のトリを務めた。真打昇進披露後3か月後での寄席のトリは、落語芸術協会では最速である。

## 人物
- 林家きく麿に顔が似ている。きく麿の真打昇進パーティで受付を担当したところ親戚が間違えるほどのレベル。これをきっかけに《新作カフェVol.2》林家きく麿・瀧川鯉八 二人会が開催されている[2]。
- 同じ落語芸術協会に所属する三遊亭小笑は中学時代の幼馴染である[7]。神田伯山の新作講談「グレーゾーン」には、主人公として吉田誠（鯉八の本名）と柿本力（小笑の本名）が登場する。
- 落語芸術協会若手ユニット「成金」所属。
- 創作話芸ユニット「ソーゾーシー」に所属している（春風亭昇々、瀧川鯉八、玉川太福、立川吉笑）。

## 落語
昔昔亭桃太郎曰く「桂花ラーメンみたいな落語家」。神田伯山は『新作落語の天才』と呼んでいる。
落語家となった理由は一人でできるから。前座修業は「4年間こなせば自由を与えられる、単純なルーティンワークとしてこなした」と述べている。
高座でのあいさつは「チャオ」（英語版）。
「誘われた」ことを理由に前座2年目から新作落語を行っており、「古典落語は相対的評価の面があるけど、新作落語は絶対評価しかない」ことを理由に、以降も自身で書いた新作落語のみを持ちネタとしている。
古典落語を行わない姿勢について師匠からは、『わけのわからない落語をやったまま、突っ走ってくれ』との言葉をもらっている。

## 芸歴
- 2006年8月 - 瀧川鯉昇に入門、「鯉八」を名乗る。
- 2010年8月 - 二ツ目昇進。
- 2020年5月 - 真打昇進。

## 受賞歴
- 2011年11月 - 平成23年度 NHK新人演芸大賞落語部門：決勝進出
- 2015年
  - 10月 - 平成27年度 NHK新人落語大賞 決勝進出[9]
  - 12月 - 第1回渋谷らくご大賞（おもしろい二ツ目賞）[10]
- 2017年12月 - 第3回渋谷らくご大賞（おもしろい二ツ目賞）[11]
- 2018年12月 - 第4回渋谷らくご大賞（おもしろい二ツ目賞）[12]
- 2020年3月 - 令和元年度国立演芸場花形演芸大賞：銀賞
- 2021年3月 - 令和2年度 国立演芸場 花形演芸大賞：金賞
- 2022年3月 - 令和3年度 国立演芸場 花形演芸大賞：金賞[13][14]

## 主な持ちネタ
いずれも自作の創作らくごである。
- 俺ほめ
- にきび
- ぷかぷか
- やぶのなか
- 多数決
- 長崎
- 科学の子
- おはぎちゃん
- おちよさん
- 猪俣会議
- 狼おっさん
- 都のジロー
- 暴れ牛奇譚
- 笑う太鼓
- 明日はホームラン
- 口臭い
- どすこい乙女
- 鳥椿民俗学
- 新日本風土記
- いまじん
- ダイナマイト
- 魔術
- 天才
- それぞれ
- ミルクはいらない
- 一本釣り
- 最後の夏
- ならやま
- 東京
- サウスポー
- 黄金風景
- 若さしか取り柄がないくせに
- 寝るまで踊らせて
- 若草
- いちについて

## 出演

### テレビ
- にほんごであそぼ（NHKEテレ） - 「花鹿亭のみなさん」として
- 嗚呼、成金の壁～楽器カフェすずらん亭～（寄席チャンネル）
- 演芸図鑑（NHK総合テレビ）
  - 桂三枝の演芸図鑑（2012年2月26日）- 「ぼくのあにさん」
  - 林家正蔵の演芸図鑑（2020年10月4日）- 「俺ほめ」
  - 桂文珍の演芸図鑑（2021年8月1日）- 「多数決」
  - 林家正蔵の演芸図鑑（2024年3月3日）- 「厚化粧」
- ニューウェーブアワー「創作話芸バラエティ ソーゾーシーやつら」（2019年7月5日・12日・19日・26日、TOKYO MX1）
- 菊次郎と台湾 120年のキズナ（2019年8月31日、KKB鹿児島放送）ナレーション担当
- ねこが笑えば2「1.もっともっと愛されたいニャ!」（2020年4月27日、WOWOW）声の出演
- ねこが笑えば2「6.ホップステップニャンプ！」（2020年7月20日、WOWOW）声の出演
- 浅草お茶の間寄席（2020年12月20日、チバテレビ）
- 1Hセンス（2021年1月17日、フジテレビ）
- ノンフィクションW「春風亭昇太 会長の決断」（2021年2月28日、WOWOW）コメント出演
- バクっと令和問題（2024年8月11日、テレビ朝日）- ナレーター

### テレビドラマ
- 夢みたいな恋したい女たち（2021年2月27日・3月6日、日本テレビ） - 中華屋店主 役
- 青きヴァンパイアの悩み 第5話・6話（2021年3月8日・15日、TOKYO MX） - 八角二郎 役
- 怖い絵本 その8「とうふこぞう」（2021年8月18日、NHKEテレ） - 店主 役
- お父さん、私、この人と結婚します！第5話（2022年11月、BS松竹東急）- 青山墓地太 役

### 映画
- 土を喰らう十二ヵ月（2022年11月11日、日活） - 写真屋 役[15][16]

### ラジオ
- らんまんラジオ寄席・新春スペシャル（2016年1月1日、TBSラジオ）
- SHIBA-HAMAラジオ（2018年10月 - 2019年3月、文化放送、ナイターオフ限定番組）水曜パーソナリティ
- ON THE PLANET（2019年5月21日、JFN）
- 歌う放送作家 植竹公和のアカシック・ラジオ Vol.39（2020年1月3日、JFN）
- 歌う放送作家 植竹公和のアカシック・ラジオ Vol.40（2020年1月17日、JFN）
- ラジオ深夜便（2020年3月29日、NHKラジオ第1）
- NEXT名人寄席（2020年6月27日、NHKラジオ第1）
- らんまんラジオ寄席（2020年10月11日、TBSラジオ）
- Music Express（2020年12月1日、MBCラジオ）
- 小痴楽のシブラジ（2022年11月3日、NHKラジオ第1）- アシスタント（ゲスト）
- 小痴楽の楽屋ぞめき（2023年4月、NHKラジオ第一）- 月間アシスタント

### CM
- 楽天保険の総合窓口「楽天！保険窓口」（youtube、2021年11月 - )　ナレーション
- 日本コカ・コーラ「体すこやか茶Ｗ」（2019年4月 - ）ナレーション担当
- エミナルクリニックメンズ「ムダ毛刑事 - MUDAGE DEKA」（youtube、2024年8月 - )　容疑者？  役

### ウェブサイト
- WAGEI（2020年3月29日、テレ朝動画logirl（ロガール））
- ハートディスタンス（2021年2月8日、NTTドコモ Short Movie） - 管理人 役
- 小川紗良のさらまわし（2021年8月25日、テレ朝動画logirl（ロガール））

## CD・DVD
- CD+DVD『新世紀落語大全 天才 瀧川鯉八を聞かずに死んではいけない。』（クエスト、2014年11月）DVD:「都のジロー」「暴れ牛奇譚」「笑う太鼓」CD:「明日はホームラン」「口臭い」「どすこい乙女」収録
- CD(2枚組）『瀧川鯉八 渋谷らくご名演集』（2018年6月、私家版）disk1：「俺ほめ」「魔術」「長崎」、disk2：「科学の子」「おはぎちゃん」「解説（サンキュータツオ）」

## 関連事項
- 落語家一覧
- 落語芸術協会
- 落語家の亭号一覧